# それは舞い散る桜のように
『それは舞い散る桜のように』（それはまいちるさくらのように）は、2002年6月28日にBasiLから発売された18禁恋愛アドベンチャーゲーム。また、同年8月9日にDVD-ROM版が発売された。通称「それ散る」。英語による副題は"Cherry petals fall like teardrops…"。

## 制作
本作は、発売前年（2001年）の夏には制作が始まっていた。前作『21-Two One-』のマスター作業時の雑談で、「『21』は紅葉をたくさん使ったから、次は桜を使おう」と春の物語にすることになった。しかし、制作しているうちにライターがシナリオを長くしてしまい、結局年間を通したストーリーになってしまう。この作品のテーマは「女の子にフラれたあとの男の心境」と別れありきで書かれており、作中に出てくるヒロインとの別れの理由はすべて後付けである。
シナリオライターは、当初鬱ゲーを制作するつもりでいたのだが、徐々に萌えゲーの要素が増えてきたため、完全に萌えゲーに変えてしまおうかと考えたこともあった。しかし、先に出来上がっていた主題歌が萌えゲーっぽくなかったため路線変更はしなかった。
BasiLのゲームとしては、コンシューマ移植版を除いて初の音声入り作品となった。キャスティングなどは、声優プロダクションから渡されていたサンプルを元に決めていたのだが、唯一「青葉」役だけはシナリオライターが頭の中で決めていた声優がいたため、別にお願いして参加してもらうことになった。

### セッティング
主要な登場キャラクターの名前は、新幹線の愛称から取られている。なお「あおば」は1997年のダイヤ改正で消滅、「あさひ」は2002年以降は「とき」として運行されているため、現存していない。
シナリオライターが作品中に「マックス」という愛称の男性キャラクターを出したかったため、「マキシマム」というニュアンスの名前を考えていた。「牧島」で「マキシマ」まではよかったのだが、「ム」で始まる名前がなかなか思いつかなかった。結局、唯一「麦兵衛」しか思い浮かばなかったため、そのままその名前で決定になった。

## 「完全版」の発売から、20年ぶりのリメイク発表
前作のようなコンシューマ機（PS2やDCなど）への移植はなく、予定されていたとされる続編の制作も行なわれなかった。ストーリーの謎の多くを残したまま物語が終了したため、当時存在した公式BBSでユーザーの話題になった。また、それと同時に続編の制作を望む声が多数出ていたのだが、原画家は前作を超えられない続編よりも新作を作ることを望んでいた。その上、ゲームの発売から半年後の2003年初めにBasiLが活動を休止し、ほとんどのスタッフがBasiLから離れていった。
長い休止期間を経て2008年1月28日にBasiLは活動を再開し、10月31日に本ゲームの完全版が発売された。ただし、当時のメインスタッフであるシナリオ王雀孫、原画西又葵、音楽アッチョリケ（退社して共にNavelを設立）らは完全版に関わっていない。追加CGはTeam BasiL、追加シナリオは丘亮助が担当した。完全版ではサブヒロイン2名がメインに昇格したが、ストーリーの謎の多くは残されたままだった。
2009年7月31日に発売された『もぎたてバジル! -commencement-』には、もしもの世界を描いたミニADV『if…それは舞い散る桜のように』が新たに収録されている。人気のあったヒロインである星崎希望と雪村小町が登場する。シナリオは佐山操が担当。
2009年12月25日、デジタルメディアマートより完全版のダウンロード販売が開始された。
株式会社ジャックインザボックスのウェブサイト「禁断のギャルゲー」より完全版の携帯電話アプリゲーム版が配信されている。
2022年4月16日、オリジナルスタッフが所属するNavelが、ブランド設立20周年を記念する形でリメイク作『それは舞い散る桜のように-Re:BIRTH-』を制作、2022年内に発売することが発表された。コミックマーケット101では発売予定が2023年5月26日と発表された。しかし、本サイト公開時に2023年9月29日発売予定に延期された。
さらに、本編から10年後の世界を描いた続編、『けれど輝く夜空のような』が、クラウドファンディングにより制作決定。未来から来た主人公の娘や、本作登場のちびっ子達が成長してヒロインになる予定。

## ストーリー
主人公の舞人は、親の都合により桜坂市を離れ北海道で暮らしていた。しかし、幼い頃に暮らしていた街に無意識に思い入れがあったのか、進学先として桜坂市にある私立桜坂学園を選んだ。くだらないことを言い合える友人、北海道から追いかけてきた幼馴染、全校生徒憧れの美少女、家庭的な隣人、などに囲まれて日々を暮らしていた彼は、ふとしたきっかけで一人の少女に恋をする。

## 登場人物
※声優表記⇒/の右側は完全版 ※注釈なき場合はこの順番

### 主人公
桜井 舞人（さくらい まいと）
声：ボイスなし / ほうでん亭ノドガシラ
誕生日：3月3日。身長：175cm。血液型：AB型。
私立桜坂学園の二年生でクラスはA組。学級委員長。幼少のころは桜坂市に住んでいたが、8年前に北海道雫内へ引っ越す。受験を機に桜坂市へ戻り、現在はアパート｢さくら荘｣に一人暮らしをしている。家族は母が一人いる。
性格は一言で言うとひねくれ者であり、本人曰く｢性格は母譲り｣らしい。ボケ気質で変わった言動をして相手につっこまれるが、真面目な性格や同じボケの人間にも同じノリをして外すこともしばしば。一見とっつきやすく見える性格をしているが、自分の内面の深くまで入られることを拒んでおり、友人は少ない。一方で、近しい相手になると不遜な態度をとったりノリがよい会話をする。しかしそれは相手に気を許した証拠であり、本当は自分が気弱な性格をしていることを隠すための防御手段でもある。自称「ニヒルでクールなハードボイルド」。嘘をつくときは敬語を話す癖がある。
名門である桜坂学園に入るため猛勉強したが、その反動が故に勉強をしなくなり、現在の成績は悪い。しかし何故か国公立進学コースを選んでいる。料理も出来なくはないが、片付けが面倒になったため今ではやっていない。
前述の性格のから恋愛には興味が薄く、山彦に｢恋愛否定組｣と呼ばれるほどである。
携帯電話の着信音は、前作『21-Two One-』のオープニングである「TRUTH and FATE」である。

### メインヒロイン
星崎 希望（ほしざき のぞみ）
声：佐々留美子、崇井愁（Re:BIRTH）
誕生日：4月7日。身長：159cm。3サイズ：B86/W57/H86。血液型：B型。
桜坂学園の二年生。進級と共に舞人のクラスメイトとなる。
容姿端麗でプロポーションも抜群。明るく社交的な性格をしているため「学園のプリンセス」と呼ばれる人気者であるが、本人は自覚なし。クラスメイトであるつばさと仲良くなり、｢ゾンミ｣という愛称で呼ばれるようになる。
舞人とは一方的だが面識を持っていて、クラスメイトとなった現在は軽口を叩き合ったり、そのノリに合わせられる程仲良くなった。
家族は両親と祖母がいる。甘味屋｢なが沢｣でアルバイトをしている。
口癖は「ありえない」。怒ると「くきぃぃーっ！」と言い出す。クレープが大好き。バストのサイズは作中では小町に次ぐ。名前の由来は東海道新幹線及び山陽新幹線のぞみ号。
サービスシーンは、お約束のまさとのスカートめくり。これがきっかけで瑛が和人にスカートをめくられる。
雪村 小町（ゆきむら こまち）
声：九条信乃 / 同（ただし、ソフマップ予約特典ドラマCDおよび「if」：草柳順子）
誕生日：4月7日。身長：161cm。3サイズ：B88/W60/H89。血液型：O型。
桜坂学園の一年生でクラスはB組。舞人が雫内にいた頃、隣のクリーニング店に住んでいた幼馴染。
幼い頃から慕っていた舞人を追いかけ、雫内から桜坂学園へ入学し、アパートも同じ｢さくら荘｣に越してきた。一人暮らしであるため、ハンバーガーショップ「バクロワルド」でアルバイトをして小遣いを稼いでいる。家族構成は父、母、姉二人。
容姿は山彦に｢学年一｣と評される程で、プロポーションも抜群。私服のファッションは露出度が高い。舞人と知り合った当時は非常に内気であったが、今は明るく社交的。よく悪ノリして舞人にツッコまれるが、本人もそれを望んでいる。しかし下ネタには弱い。同じアパートの住人である青葉とも仲が良く、買い物や料理を一緒にしたりする。作中のヒロインの中で一番の巨乳。
舞人との会話から小学5年生、11歳までおねしょをしていた。名前の由来は秋田新幹線のこまち。
サービスシーンは着替え中に下着姿を見られるのが2回。
続編『けれど輝く夜空のような』にも登場することが決定（攻略ヒロインではない）
八重樫 つばさ（やえがし つばさ）
声：櫛引絵里、桃山いおん（Re:BIRTH）
誕生日：9月13日。身長：157cm。3サイズ：B84/W59/H87。血液型：AB型。
桜坂学園の二年生。舞人とは一年生からのクラスメイトであり腐れ縁。
社交的な性格で友人は多いが、実際に心を許しているのは舞人などごく一部であり、｢恋愛否定組｣でもある。舞人に「さくっち」、希望に｢ゾンミ｣などとあだ名をつけるのが得意。こだまとは自称｢図書室仲間｣で、学年が違ってもよく会話をする。舞人とは仲が良く、彼の奇妙な言動にもツッコミを入れられる程。
成績は学園で一、二を争う秀才。また、スポーツにも秀でている。明るかったり、打って変わって醒めた眼で一日を過ごしたりする気分屋だが、相手の気を悪くさせない世渡り上手な性格をしている。異性にも人気で、よく告白されているらしいが全て断っている。
両親が離婚しており、父と暮らしている。母は郁奈という妹と住んでいる。家は裕福で、連休に家族で海外旅行をする程。一方で、ユニフォームがかわいいことで有名な｢シャルルマーニュ｣という喫茶店でアルバイトをしている。
ゲームのOPに流れるテロップは彼女の台詞である。名前の由来は東北新幹線つばさ号。
サービスシーンは、大開脚パンチラ。
里見 こだま（さとみ こだま）
声：高山沙希、夏和小（Re:BIRTH）
誕生日：6月2日。身長：145cm。3サイズ：B82/W55/H81。血液型：A型。
桜坂学園の三年生でクラスはC組。舞人とは図書室で知り合った。
最上級生とは思えないほど身長が低く、実際の年齢よりも幼く見えてしまうため、よくそれを舞人にからかわれている。本人もそれにコンプレックスを持っていて、大人っぽい行動や格好をしようとするが上手くいっていない。天然でたまにずれた事を言ったりするが、それが時に自分が得するような結果になり、知らずに得する性格、と舞人に評される。
文芸部所属で、部長のひかりとは休日に遊ぶ程仲が良い。他の文芸部員からはマスコットキャラとして可愛がられている。将来の夢は童話作家で、現在は習作に励んでいる。独特でユニークな言動をする舞人を｢作家に向いている｣と評し、羨ましがっている。アルバイト先は駅前の｢宮川書店」。家族は両親と弟がいる。名前の由来は東海道新幹線・山陽新幹線こだま号。
他のヒロインのサービスシーンがパンチラ主体なのに対し、ずぶ濡れになってブラ透けを2回見せてくれる。
森 青葉（もり あおば）
声：楠木真理、西野タオ子（Re:BIRTH）
誕生日：7月15日。身長：155cm。3サイズ：B77/W58/H82。血液型：O型。
敬星女学院の三年生。舞人が住むアパートの隣人で、舞人のことを｢おにいちゃん｣と慕っている。
温厚で家庭的な性格だが、父親（繁幸（しげゆき）、通称シゲさん）の影響で、たまに｢コンチクショウ｣や｢べらんめぇ｣といった江戸っ子訛りを使う。びっくりしたときは「ぴぁ!」と奇声をあげる。
母は他界しており、父と二人暮らしである。父はよく出張しているため、一人で留守番していることが多く、父が帰ってくるとよく甘えている。勉強や運動はできないが、炊事、洗濯、料理などの家事全般が好きでとても上手。舞人を起こしに行ったり、朝御飯を作ってあげるなどの世話をしている。同じアパートに引っ越してきた小町を｢おねえちゃん｣と呼んで慕っている。名前の由来はかつて東北新幹線に存在したあおば。
サービスシーンはローアングルパンチラ。

### 完全版でメインに昇格したヒロイン
結城 ひかり（ゆうき ひかり）
声：楠木真理 / かわしまりの、五行なずな（Re:BIRTH）
誕生日：4月28日。身長：165cm。3サイズ：B86/W60/H88。血液型：B型。
桜坂学園の3年で、文芸部の部長。こだまとはクラスメイトで親友。長身でメガネが似合うシャープな美貌の持ち主。2年の時から部長をしており、去年初めて入った男子部員の山彦はすぐに退部した上、舞人は3日もたたずに来なくなったことから、部に係わろうとする男子には冷たい。また、舞人に対しては、暴力込みの鋭いノリツッコミを行うため、舞人は「ひかり姐さん」と呼ぶ。実は面倒見のよい性格。
完全版でメインヒロインに昇格。名前の由来は東海道・山陽新幹線ひかり号。
芹沢 かぐら（せりざわ かぐら）
声：井原早紀 / みる、新泊永夢（Re:BIRTH）
誕生日：2月15日。身長：158cm。3サイズ：B74/W57/H82。血液型：AB型。
青葉のクラスメイトで親友。舞人が桜坂市を離れる寸前に舞人と知り合った。明るく活発な美少女。舞人のことが好きだが青葉を想って一歩引く一方、舞人のことなら何でもメモしている。胸の小さいことが悩みで、本を買うなどの苦労を重ねているが、効果は今のところ見られない。
完全版でメインヒロインに昇格。

### サブキャラクター
相楽 山彦（さがら やまひこ）
声：青川輝
誕生日：12月24日。身長：177cm。血液型：B型。
舞人と同じ桜坂学園2年A組。舞人とは一年生からのクラスメイトであり、舞人のことを理解している数少ない親友である。
つばさとは中学生時代からのクラスメイトであり、舞人のことをつばさに紹介したのも彼である。
女好きで、休日はいつも違った女性を連れて歩いていることが多い「自由恋愛組」。気配りの良さからか、男女問わず人気があり、交友関係は幅広い。登場していないが、海彦（うみひこ）という弟がいる（けれ空に登場予定）。名前の由来は東北新幹線やまびこ号。
牧島 麦兵衛（まきしま むぎべえ）
声：阿仁谷浩樹
誕生日：1月21日。身長：183cm。血液型：A型。
雫内時代の小町のクラスメイトであり、雪村クリーニングでアルバイトをしていた。慕っている小町が桜坂学園を受験することを知り、自らも桜坂学園へ入学した。つばさが付けた愛称は「マックス」。桜坂学園でも小町とクラスメイトである。小町のことが好きなのだが、未だ告白できていない。サッカー部の期待の星だが、実はアニメ好き。祖父である牧島稲兵衛（まきしま　いなべえ）の教えをよく守る好青年だが、小町が好きな舞人に対してだけは邪険な態度をとる。名前の由来は上越新幹線Max。
佐竹（さたけ）
声：？
桜坂学園の3年生で、文芸部に所属する。下の名前は不明。赤点常習犯で、夏休みも補習を受けている。立ち絵はないが、CGに一枚だけ登場する。
宇都宮（うつのみや）
声：？
桜坂学園の3年生で、文芸部に所属する。下の名前は不明。赤点常習犯で、夏休みも補習を受けている。立ち絵はないが、CGに一枚だけ登場する。
浅間 弥太郎（あさま やたろう）
声：今田鉄夫
誕生日：5月5日。身長：179cm。血液型：A型。
桜坂学園に勤める保健体育の教師。舞人たちとは1年次から引き続きクラス担任でもある。28歳独身。一年中ジャージ姿の熱血教師で、「鬼浅間」の異名をとる。和観に一目惚れする。苗字の由来は北陸新幹線あさま。
谷河 浩暉（たにがわ こうき）
声：今田鉄夫、ほうでん亭センマイ（Re:BIRTH）
誕生日：11月18日。身長：173cm。血液型：O型。
保健室の養護教諭で、「ドクターイエロー」の異名をとる。金色の長髪で、中性的な美貌の持ち主だが毒舌。空手三段で、すぐに手が出る。外見とは異なり、意外に読書家。保健室は毎日ハードロックがガンガンにかかっている（園長了承済）。舞人のことはお気に入りで、冗談か本気か時々口説くこともある。浅間弥太郎とは同い年で、同じ空手道場に通った親友である。
桜井 舞子（さくらい まいこ）
声：？
舞人の母親。ゲーム中に名前は出てこないが、ビジュアルファンブックでは名前が設定されている。雫内に住み、時間を考えずに舞人へ電話を入れてくる。舞人が生まれる前に夫を亡くし、ひとりで舞人を育ててきた。舞人とのやり取りはほとんど喧嘩腰だが、実は仲がよく、舞人のことを大切に思っている。名前の由来はスーパービュー踊り子。
佐伯 和観（さえき かずみ）
声：井原早紀、清水浅葱（Re:BIRTH）
誕生日：1月11日。身長：164cm。3サイズ：B89/W60/H88。血液型：A型。
舞人の母親の友人。桜坂市に住み、舞人の保護者代理でもあり、舞人のことは「坊」と呼ぶ。夫と別れた後、ひとりで和人を育てている。いつも丁寧口調で話してしまう舞人のことを、手近な看板で殴ってしまうなど、暴力的なところがあるが、和人や舞人に対する愛情は本物である。
佐伯 和人（さえき かずと）
声：九条信乃
誕生日：9月3日。身長：140cm。血液型：O型。
和観のひとり息子。大人びているが、どこか破天荒な部分を持つ。本人は否定しているが、周囲は舞人とそっくりだと思っている。
和観や瑛に常日頃から攻撃を受けているせいか、非常に打たれ強い。瑛や瑞音（後に椿も）に慕われているが、本人はそのことに気付いていない。
人の嘘を見抜く特技がある。｢なが沢｣にて、まさとが希望のスカートをめくり縞々パンツを晒したのを目撃。同じく｢なが沢｣にて、希望に憧れる英に対し、確認しなければいけないと立たせた後、背後から瑛のスカートをめくり純白のパンツを晒した結果、サンドバッグにされる。（バッチリ純白を堪能した舞人は無事だった）
続編『けれど輝く夜空のような』では主人公。
水無月 瑛（みなづき えい）
声：櫛引絵里、吉瀬杏花（Re:BIRTH）
誕生日：9月4日。身長：128cm/135cm（Re:BIRTH）→161cm（けれ空）。3サイズ：B79（B）/W53/H78（けれ空）。血液型：A型。
和人の近所に住む同級生で幼馴染。明るく元気な性格だが、すぐに手が出る。和人のことが好きで、和観からも気に入られている。｢なが沢｣の常連であり、希望に憧れている。しかし料理は苦手で、甘いものも苦手。小町に料理を教わるが、上達しない。舞人のことは「舞人お兄さん」と呼ぶ。和人のことは「和人」と呼ぶ。和人のスカートめくりの被害者で、舞人にしっかりと純白のパンツを見られてしまう。
続編『けれど輝く夜空のような』では桜坂学園2年生。甘味喫茶「なが沢」と読者モデルのバイトをしているが、相変わらず甘いものが苦手。瑞音と同居中。美人だが胸は控えめ。
川原 瑞音（かわはら みずね）
声：佐々留美子、春乃いろは（Re:BIRTH）
誕生日：7月10日。身長：137cm→151cm（けれ空）。3サイズ：B97（I）/W59/H98（けれ空）。血液型：O型。
和人の近所に住む同級生で幼馴染。おっとりではあるがしっかりとした喋り方や言動が、大人びて古風な雰囲気を漂わせている。和人のことが好き。童話が大好きで、｢宮川書店」によく足を運び、こだまと意気投合する。また、小町とは買い物仲間で、料理を教わっている。舞人のことは「お兄様」と呼ぶ。和人のことは「和人くん」と呼ぶ。
続編『けれど輝く夜空のような』では桜坂学園2年生。瑛と同居中。髪型をサイドテール風に変え、かなりの巨乳。バイトはしていないが「なが沢」によく顔を出す。
郁原 郁奈（いくはら いくな）
声：鳥居花音、小倉あずき（Re:BIRTH）
誕生日：11月16日。身長：141cm→156cm（けれ空）。3サイズ：B88（E）/W60/H89（けれ空）。血液型：AB型。
つばさの実妹。礼儀正しいが極度の方向音痴で、いつも道に迷っており、舞人に保護されることもしばしば。つばさには「イクイク」と呼ばれている。姓がつばさと異なるのは、離婚した母親に引き取られたことに由来する。文武両道な姉と異なり、運動は苦手。
続編『けれど輝く夜空のような』では桜坂学園3年生。姉同様、喫茶店「シャルルマーニュ」でバイトしている。
恵美 椿（えみ つばき）
声：島田純、彩雅エアリ（Re:BIRTH）
誕生日：5月27日。身長：141cm→158cm（けれ空）。3サイズ：B81（C）/W54/H82（けれ空）。血液型：B型。
最近、和人のクラスに転校してきた少女。哀しい瞳をしており、話しかけられても拒絶し、クラスの誰とも接触しようとしない。しかし和人には無理をしていることを見抜かれており、彼に気にかけられたことから好意を待つ様になる。童話が大好きで、｢宮川書店」の常連であり、こだまと意気投合する。和人のことは「和くん」と呼ぶ。
続編『けれど輝く夜空のような』では桜坂学園2年生。相変わらず人付き合いは苦手。絵を描くことや舞台鑑賞が趣味など、芸術系に関心がある様子。ひとりになれる場所を好み、バイトはしていない。
桜香（おうか）
声：鳥居花音 / 木村あやか、桐野侑未（Re:BIRTH）
街を一望できる小高い丘にある桜の木で舞人が出会う少女。名前以外、全てが不明。物語の鍵を握る存在。舞人の過去を知っている。
朝陽（あさひ）
声：島田純、鈴木陸（Re:BIRTH）
街を一望できる小高い丘にある桜の木で舞人が出会う少年。名前以外、全てが不明。物語の鍵を握る存在。舞人の過去を知っている。名前の由来は2002年まで上越新幹線に存在した新幹線あさひから。

### その他
まさと
声：？
謎のスカートめくり少年。BasiL全作品で登場する常連端役。彼に捲られる女性の下着（パンツ）はいつも縞々模様のものである。今回、被害に遭うのは希望。また、まさとに影響を受け、和人もスカートめくりを行う。被害に遭うのは瑛。

### 未登場キャラクター
谷河 なすの（たにがわ なすの）
誕生日：10月22日。身長：163cm。3サイズ：B84/W58/H86。血液型：AB型。
谷河浩暉の妹として登場する予定だったキャラクター。桜坂医療女子短期大学1年で、桜坂学園養護教諭助手（未公認）。ビジュアルファンブックでのみ設定画を見ることができる。名前の由来は東北新幹線なすのから。
続編『けれど輝く夜空のような』に登場決定。クラウドファンディングの結果次第で攻略昇格の可能性あり。

## 舞台・用語
桜坂市（さくらざか）
本作の舞台。首都近郊の山々と海に挟まれた街。日本を代表する花であるソメイヨシノが多く植えられており、桜の街として知られる。OP及び本編の描写ではそれほど広い街ではなく、都会というほどでもないが、駅前などは賑わっている地方都市。町外れには一際目立つ桜の木が植えられた丘があり、桜の丘と呼ばれている。主人公の故郷でもある。
さくら荘
主人公が住むアパート。三階建てのアパートで閑静な住宅街の一角に立っている。現在は主人公と元々住んでいた青葉に加えて小町も同じアパートに住んでいる。
私立桜坂学園
主人公たちが通う私立校。一見どこにでもありそうな学校だが名門校として有名。制服は男子は青と白、女子は赤と白の縦ストライプ柄のブレザーでネクタイは一年生が緑、二年生が黄色、三年生は黒。女子は白のスカート、男子は黒。
桜の丘
町外れにある丘。二本の桜の木が植えられている。主人公の子供時代の遊び場で、桜香と朝陽は大抵この場所にいる。高台にあるため街やその向こうの海を一望出来る。すぐ近くには黄色のバス停がある。
バクロワルド
市の中心部の駅前にあるファストフード店（ハンバーガーショップ）。緑色の看板が目印で制服も緑と白の縦ストライプ。小町のアルバイト先。
シャルルマーニュ
市内にある喫茶店。制服が可愛いことで有名な人気店。つばさのバイト先でもある。
宮川書店
駅前にある書店。こだまのバイト先。
なが沢
のぞみのバイト先の甘味処。明治時代の紫と白の縞柄の和服を制服として採用している。
敬星女学院（けいせい）
青葉が通う市内の女学院。制服は茶色と黄色のセーラー服。名門校として有名。
雫内(しずない)
主人公の北海道の実家がある町。市か町か村かは不明。小町の故郷でもある。現在は主人公の母親の舞子が暮らしている。なお、関連は不明だが、北海道には名前の読みが一致する静内町(現新ひだか町)が存在した。
雪村クリーニング
小町の実家のクリーニング店。雫内にある。主人公の北海道の実家の隣家。

## スタッフ
- キャラクターデザイン・原画：西又葵
- シナリオ：王雀孫、あごバリア
- 音楽：アッチョリケ、内藤侑史、coldhand、山田和裕
  - オープニングテーマ『days』
    - 作詞：BasiL 作曲：アッチョリケ 歌：2G70

  - エンディングテーマ『dear』
    - 作詞：BasiL 作曲：coldhand 歌：Nori

  - 挿入歌『beloved 〜桜の彼方へ〜』
    - 作詞：BasiL 作曲：内藤侑史 歌：spanky

  - 本編未使用曲『style』
    - 作詞：BasiL 作曲：内藤侑史 歌：YURIA

  - 完全版オープニングテーマ『principle』
    - 作詞：master 作曲：内藤侑史 編曲：内藤侑史&山田屋カズ 歌：Riryka

  - 完全版エンディングテーマ『evolution』
    - 作詞：山田屋カズ 作曲：内藤侑史 編曲：山田屋カズ 歌：monet

  - 完全版挿入歌『beautiful flavors』
    - 作詞：master 作曲：内藤侑史 編曲：内藤侑史 歌：UR@N

## 関連商品

### CD
- 『「それは舞い散る桜のように」サウンドトラック MAKESHiFT』

2002年11月、BasiLより発売。品番：BS2002-01M。
2008年4月25日、BasiLより復刻。ASIN B0015TYF9W。
2枚組みCD。1枚目はBGMと、ボーカル曲のフルバージョンを収録。2枚目にはBGMのリミックス、ボーカル曲のインストルメンタル、未使用曲『style』を収録。
イベントで販売されるのにあわせてオフィシャルサイトでの通信販売が開始されたのだが、BasiL内部のゴタゴタのあおりを受けわずか1か月で受付が終了し、間もなくBasiLが活動を休止したため廃盤となった。その後2008年にBasiLが活動を再開した際、再始動第一弾として復刻版が発売された。
- 『principle』

2008年9月12日、BasiLより発売。品番：BS2008-02M、ASIN B001EJNQTI。
新曲8曲を収録した『それは舞い散る桜のように 完全版』ミニアルバム。2008年夏のコミックマーケット74で先行販売された。
- 『Evolution それは舞い散る桜のように 完全版 Arrangement Album』

2009年1月30日、BasiLより発売。品番：BS2009-01M、ASIN B001OC75JC。
『それは舞い散る桜のように 完全版』のアレンジサウンドトラック。ボーカル曲は再収録、BGMはリマスタリングされ全14曲収録。
- 『それは舞い散る桜のように 完全版ドラマCD 芹沢かぐらは恋する乙女♪』

2009年1月30日、kusukusuより発売。品番：SOFT-0030、ASIN B001OC75JC。
登場するのはかぐらとひかり。

### 書籍
- 『それは舞い散る桜のように ビジュアルファンブック』（エンターブレイン）

2002年12月4日発売、ISBN 978-4757712317
- 『それは舞い散る桜のように アンソロジーコミック』（エンターブレイン）

2002年12月28日発売、ISBN 978-4757712478
- 『それは舞い散る桜のように』（ハーヴェスト出版）※18禁
  - 希望編：2003年6月1日発売 ISBN 978-4-434-03186-1
  - 小町編：2003年7月1日発売 ISBN 978-4-434-03318-6
  - 特別編：2003年8月1日発売 ISBN 978-4-434-03318-6

原作：BasiL　著者：影山二階堂　原画：西又葵
ゲーム本編に沿った内容となっているが、作者独自の解釈によって手が加えられた箇所も一部存在する。「特別編」では青葉、こだま、つばさが順にヒロインとなっている。また巻末のあとがきでは、スタッフから聞いたという設定が一部明かされている。